# نوبهار
نافا فيهارا (نو بهار) Nava Vihāra ((بالسنسكريتية: नवविहार)‏ «الدير الجديد»، نوبهار الحديثة، (بالفارسية: نوبهار)) كانا ديران بوذيان بالقرب من مدينة بلخ القديمة في شمال أفغانستان وبامیان. تشير الروايات التاريخية إلى أنها مزدهرة كمركز مهم للبوذية بين القرنين السابع والحادي عشر الميلاديين. ربما تم تأسيسها في وقت سابق إلى حد كبير، ربما في أو بعد عهد إمبراطور الكوشانیة كانيكا، في القرن الثاني الميلادي.  

## ارتق إلى الصدارة
تشير الروايات التاريخية إلى أنها مزدهرة كمركز مهم للبوذية بين القرنين السابع والحادي عشر الميلاديين. ربما تم تأسيسها في وقت سابق إلى حد كبير، ربما في عهد كانيشكا أو بعده، في القرن الثاني الميلادي.   
كما تقدم المراجع البوذية العديدة في الأدب الفارسي لتلك الفترة دليلاً على الاتصال الثقافي الإسلامي البوذي. الشعر الفارسي، على سبيل المثال، غالبًا ما يستخدم تشبيه القصور بأنها «جميلة مثل النوبهار (نو وهارا)».  علاوة على ذلك، في نافا فيهارا وباميان، كانت صور بوذا، ولا سيما مايتريا، بوذا المستقبلي، تحتوي على «أقراص قمرية» أو هالة ممثلة بشكل أيقوني خلف أو حول رؤوسهم.  أدى هذا إلى التصوير الشعري للجمال النقي كشخص له «وجه بوذا على شكل القمر». وهكذا، فإن القصائد الفارسية في القرن الحادي عشر، مثل ورق وگلشن من قبل اییوکی، تستخدم كلمة بودا مع دلالة إيجابية لـ "Buddha"، وليس مع معناها الثاني المهين مثل «الصنم».  إنه يشير إلى المثل الأعلى للجمال اللاجنسي في كل من الرجال والنساء.  تشير هذه المراجع إلى أن الأديرة والصور البوذية كانت موجودة في هذه المناطق الثقافية الإيرانية على الأقل خلال الفترة المغولية المبكرة في القرن الثالث عشر أو، على الأقل، أن الإرث البوذي القوي ظل لقرون بين البوذيين المتحولين إلى الإسلام. 

## تقرير خوانزونگ
في سجلات تانغ الكبرى في المناطق الغربية ، أفاد شوانزانغ أنه في وقت زيارته لبلخ في 630 كان هناك حوالي مائة viharas و 30000 راهب وعدد كبير من الأبراج وغيرها من المعالم الدينية، وأن البوذية كانت مزدهرة في الجزء البكتري من غرب خاقانات. كما وصفها بصلات قوية مع مملكة خوتان في حوض تاريم. قاد المعبد برا مکه ، السنسكريتية لـ «القائد، المسؤول»، الذي، تحت الاسم المعرَّب برمك ،  أصبح يُعرف باسم برامكة). 

## التاريخ تحت العرب
استولت الخلافة الأموية على بلخ عام 663 من كابول شاهيس الذين استولوا على المنطقة من الأتراك الغربيين.
في عام 708، استعاد نیزك ترخان، أمير كابول شاه، بالتحالف مع الإمبراطورية التبتية، باكتريا من الأمويين واستمر في الحكم البوذي. في عام 715، استعاد قتيبة المنطقة لصالح الأمويين، وتحولت التبت لتحالفه ضد شاهيس كابول. ألحق قتيبة أضرارًا جسيمة بنافا فيهارا، مما أدى إلى فرار العديد من الرهبان إلى خوتان وكشمير. 
يُنظر إلى البرمكيين، الذين وصلوا إلى سلطة عظيمة في ظل الخلافة العباسية، ليصبحوا وزراء أقوياء، على أنهم أصولهم في سلالة من الكهنة بالوراثة في نافا فيهارا الذين اعتنقوا الإسلام. 
كتب المؤلف العربي، عمر بن الأزرق الكرماني، رواية مفصلة عن نافا فيهارا في بداية القرن الثامن محفوظة في عمل لاحق من القرن العاشر، كتاب البلدان لابن الفقيه. ووصف نافا فيهارا بعبارات تشبه إلى حد كبير الكعبة المشرفة في مكة المكرمة، أقدس موقع للإسلام. ووصف أن المعبد الرئيسي كان به مكعب حجري في الوسط، ملفوف بقطعة قماش، وأن المعبدين طافوا به وسجدوا، كما هو الحال مع الكعبة. يشير المكعب الحجري إلى المنصة التي وقفت عليها ستوبا، كما كانت العادة في معابد باكتريا. كان القماش الذي لفه متوافقاً مع العادات الفارسية لإظهار التبجيل الذي ينطبق بالتساوي على تماثيل بوذا وكذلك على الأبراج.
تصف بعض المصادر العربية خطأً أن الفهارا هي معبد النار للزرادشتية، على الأرجح بسبب قربها من بلخ، مسقط رأس زرادشت. في المصادر العربية، يُشار إلى اسم الدير بـ «نوبهار». فان بلاديل (ص. 68) إلى أن هذا الإصدار من الاسم يمكن إرجاعه إلى النطق في اللغة البكترية. 
زار الحاج الصيني الهاني يجينغ نافا فيهارا في ثمانينيات القرن السادس وأبلغ عن ازدهاره كمركز دراسي في سارفستيفاديين.
ذكر أبو الريحان البيروني، الباحث والكاتب الفارسي في خدمة الغزنويين، أنه في بداية القرن العاشر تقريبًا، كانت الأديرة في باكتريا، بما في ذلك نافا فيهارا، لا تزال تعمل ومزينة بلوحات جدارية بوذية. 
تم العثور على ملاحظة غريبة لهذا المبنى في كتابات الجغرافي العربي ابن حوقل، رحالة عربي من القرن العاشر.

## أنظر أيضا
- تماثيل بوذا باميان
- سجلات تانغ الكبرى في المناطق الغربية
- انتقال طريق الحرير للبوذية
- ترابوزا وباهاليكا
- بلخ

## روابط خارجية
- نافا فيهارا في موقع رسم خرائط الأديرة البوذية.